# Liste von Augustinerklöstern in Irland
Die Liste von Augustinerklöstern in Irland umfasst Klöster des Augustinerordens (OSA) in Irland. Die meisten der Gebäude sind heute Ruinen.
Zu den Regularkanonikern (CRSA) siehe die Liste von Augustiner-Chorherrenklöstern in Irland.
Die Liste ist zweigeteilt: im ersten Teil werden die Klöster aufgeführt, die in der deutschen Wikipedia bereits einen Artikel haben. Im zweiten Teil werden weitere Klöster aufgeführt.
Falls ein Eintrag in der Datenbank des irischen „National Monument Service“ vorhanden ist, so wird ein Link darauf angegeben. Die Liste ist nicht vollständig.

## Liste der Klöster
| Ort                     | County   | Bezeichnung        | Erbaut | Genutzt bis | Weitere Informationen                                              | Bild           |
| ----------------------- | -------- | ------------------ | ------ | ----------- | ------------------------------------------------------------------ | -------------- |
| Ballinrobe              | Mayo     | Kloster Ballinrobe | 1312   | 1574        | Nochmals für einige Zeit nach 1641 genutzt                         | weitere Bilder |
| Banada                  | Sligo    | Kloster Banada     | 1423   | ???         | Bei Tubbercurry                                                    | weitere Bilder |
| Cork                    | Cork     | Red Abbey Cork     | 1270   | 1541 1642   |                                                                    | weitere Bilder |
| Derrynane, Abbey Island | Kerry    | Derrynane Abbey    | 1210   | ???         | Zunächst frühchristliche Kirche, später von Augustinern übernommen | weitere Bilder |
| Newtownards             | Down     | Movilla Abbey      | 1125   | 1542        |                                                                    | weitere Bilder |
| Lough Ree               | Longford | Saints Island      | 1244   | 1540        | Zunächst frühchristliche Kirche, später von Augustinern übernommen |                |

## Bilder weiterer Augustinerklöster

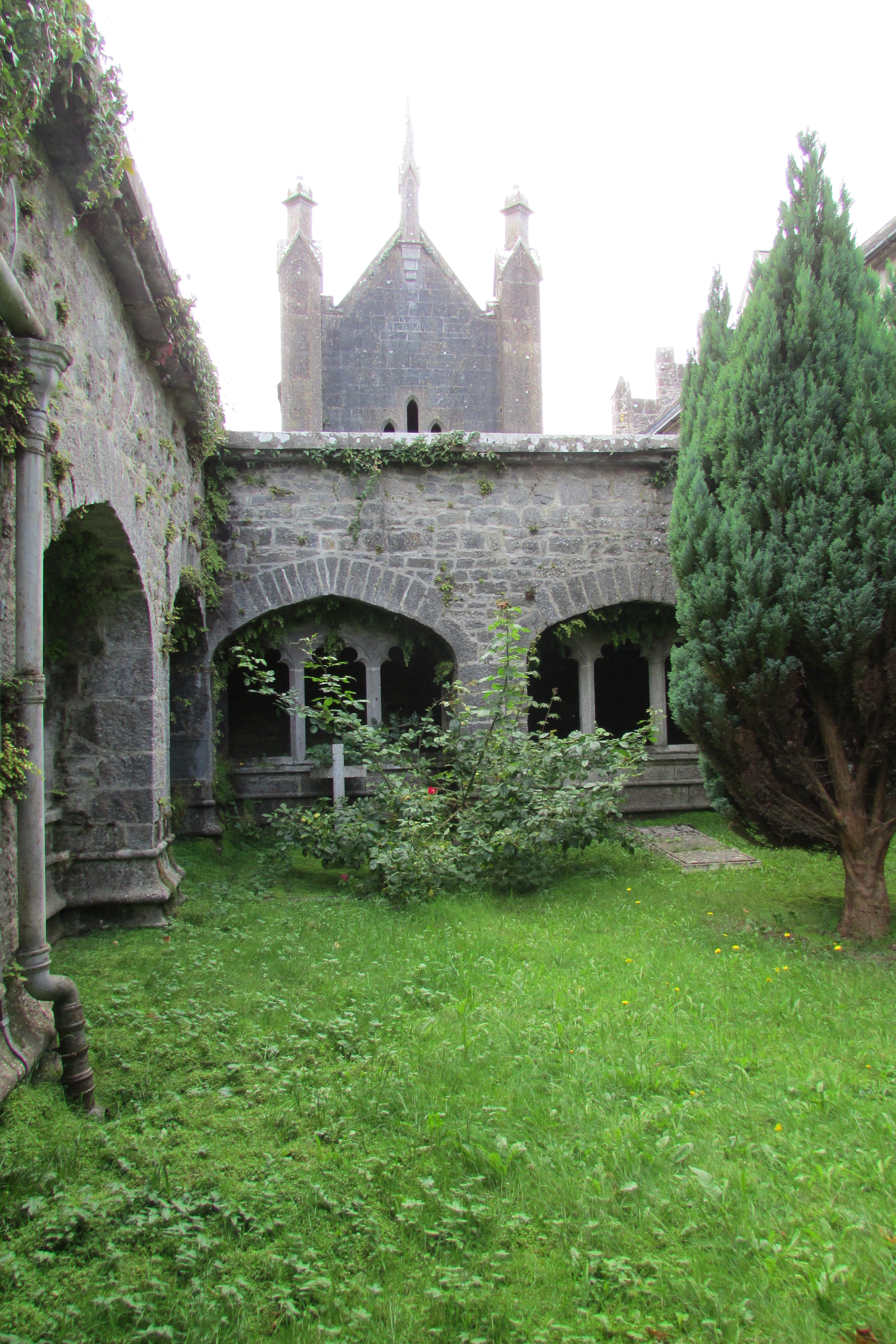
Adare, County Limerick
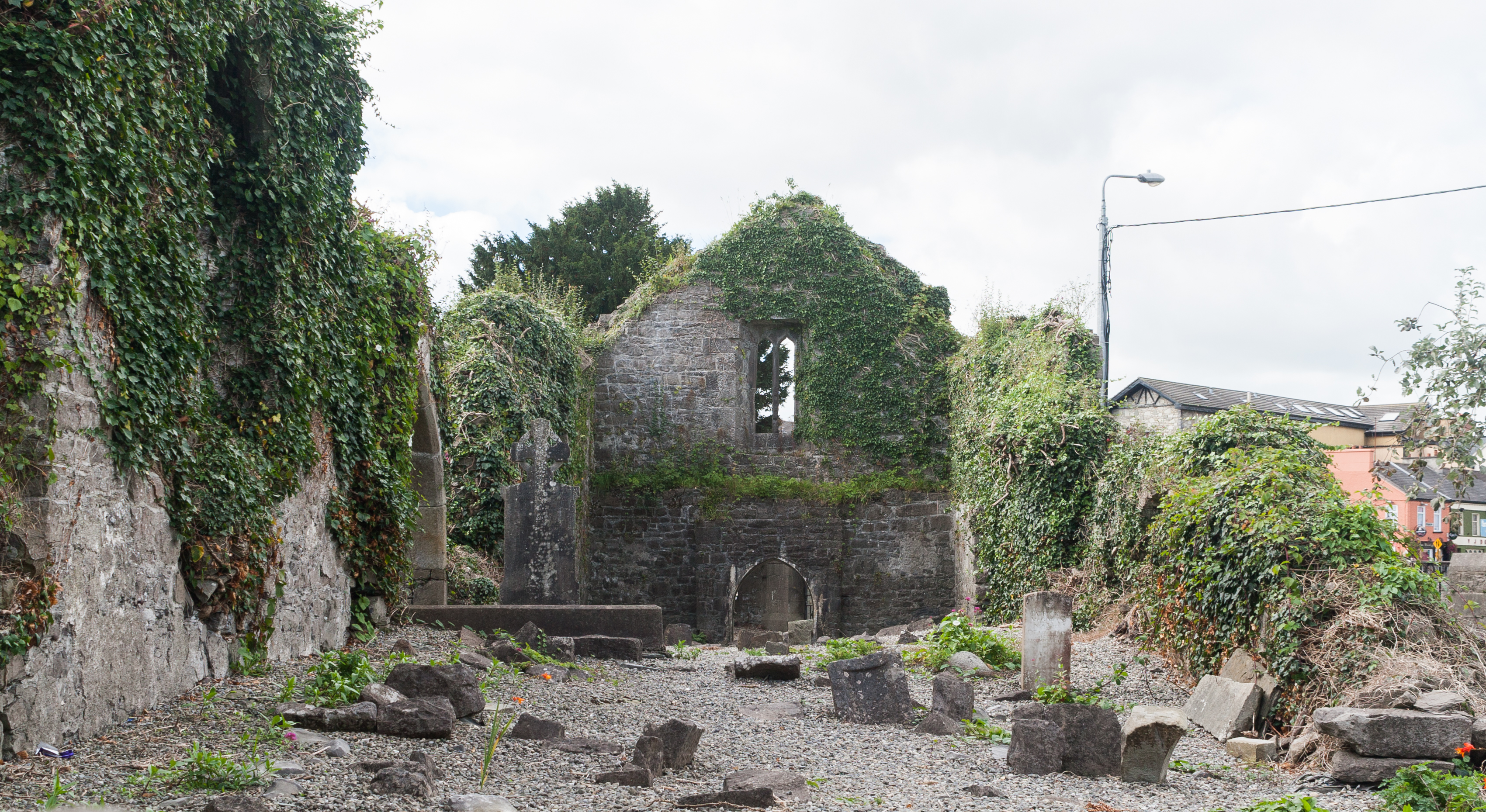
Ardnaree Friary (Ballina), County Mayo
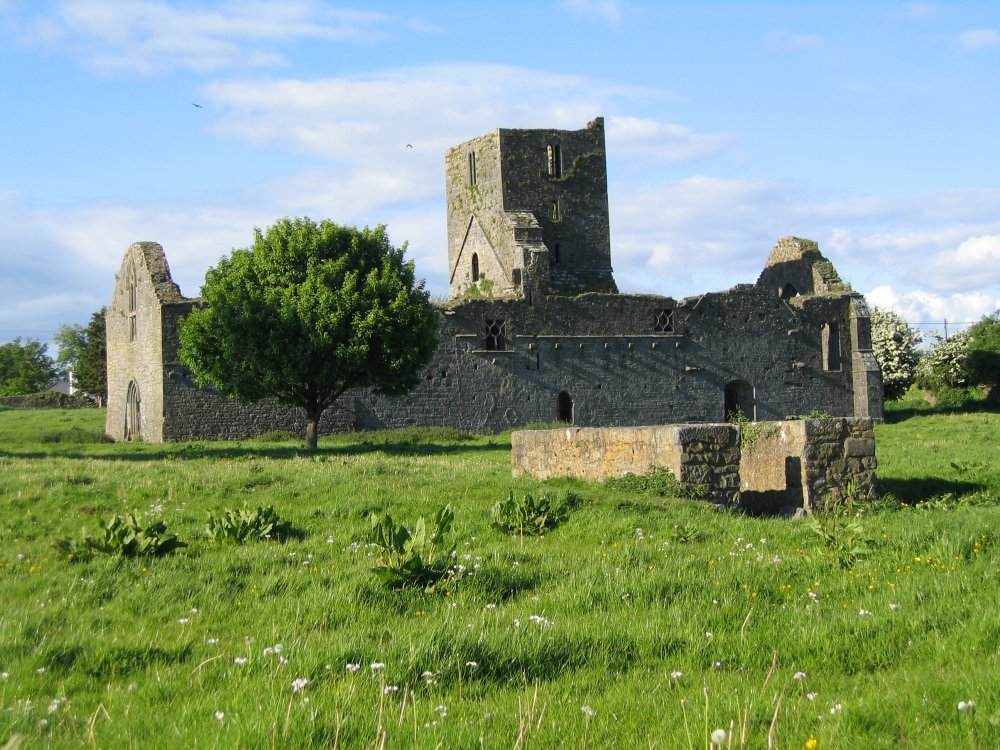
Callan, County Kilkenny
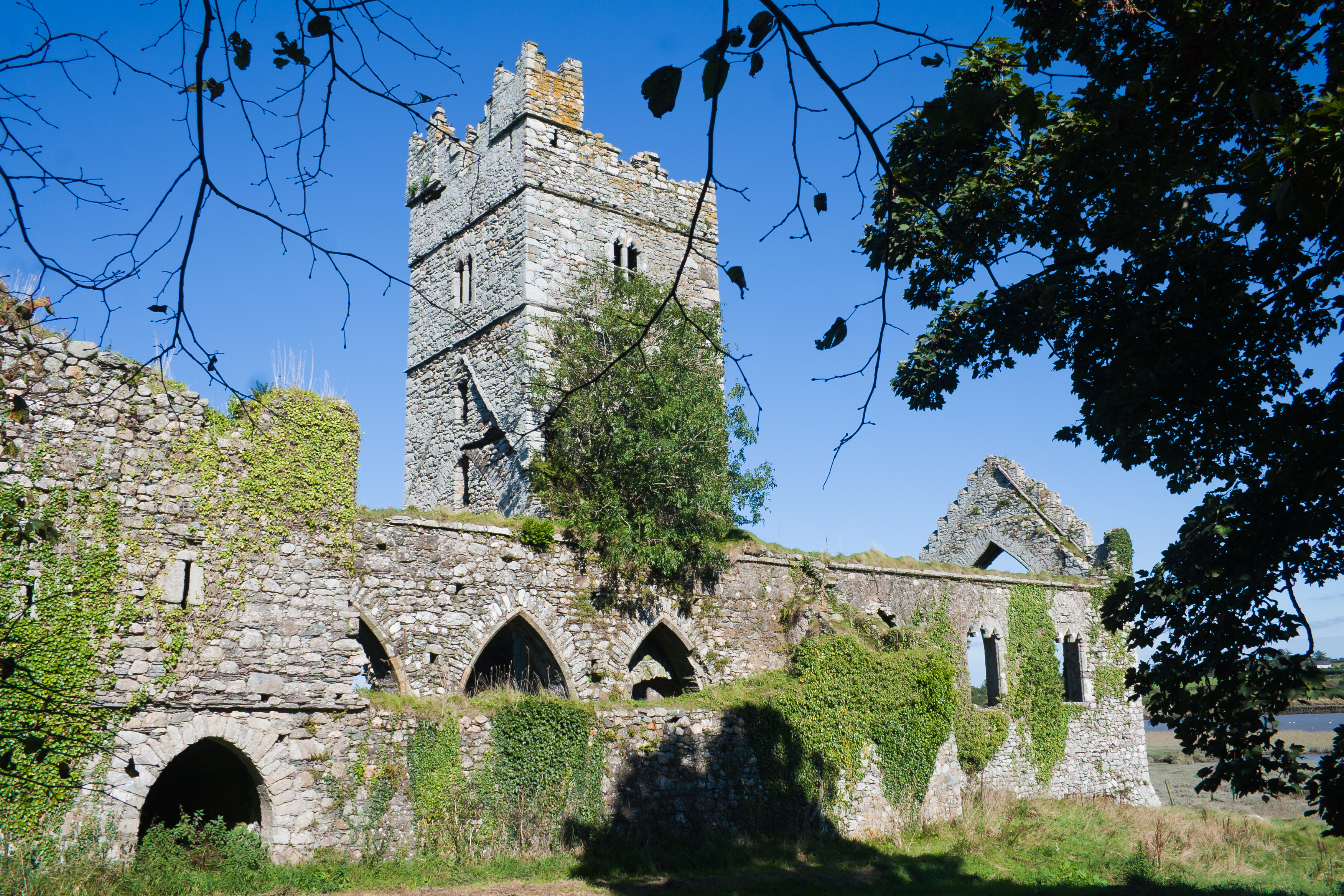
Clonmines, County Wexford
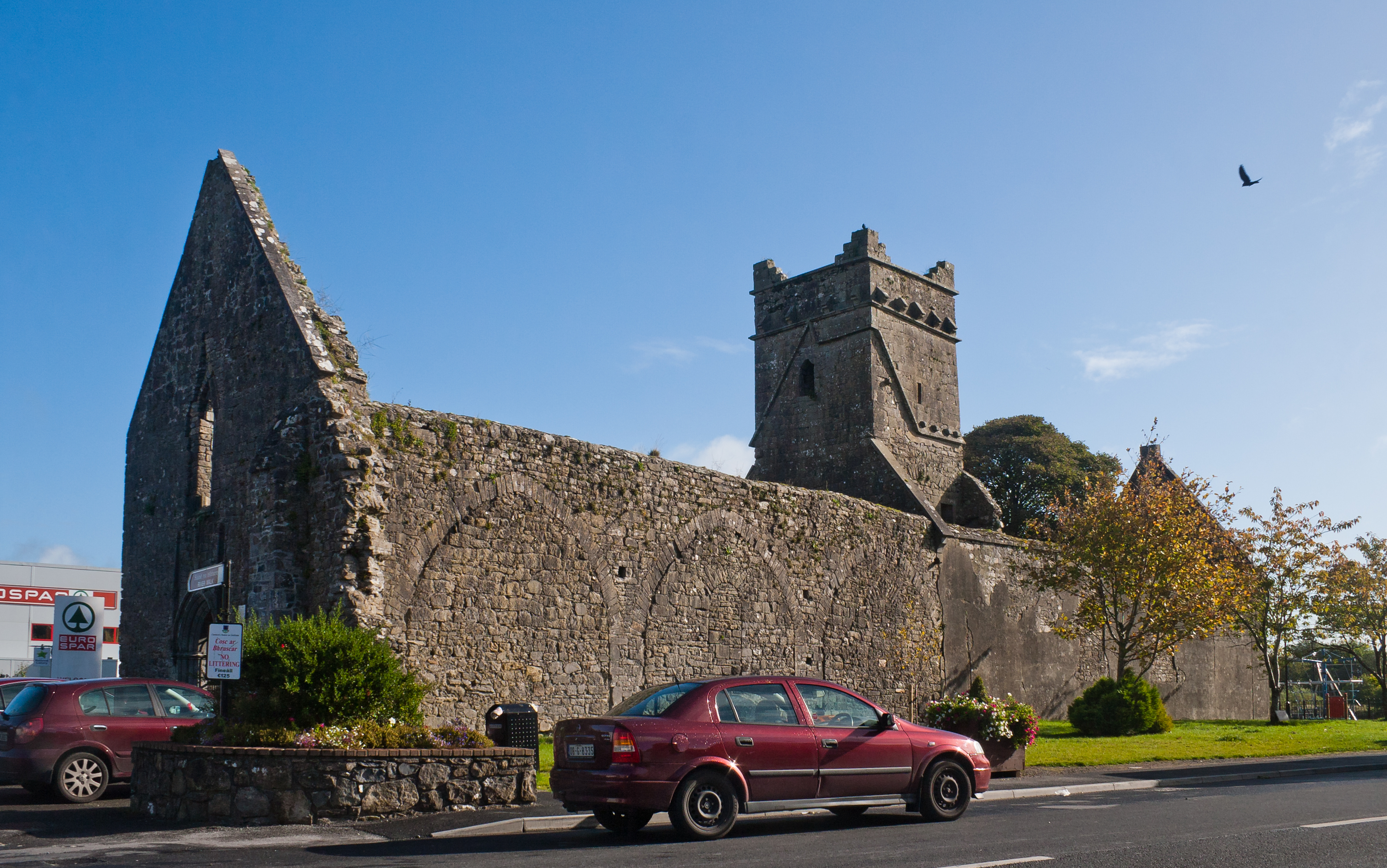
Dunmore, County Galway
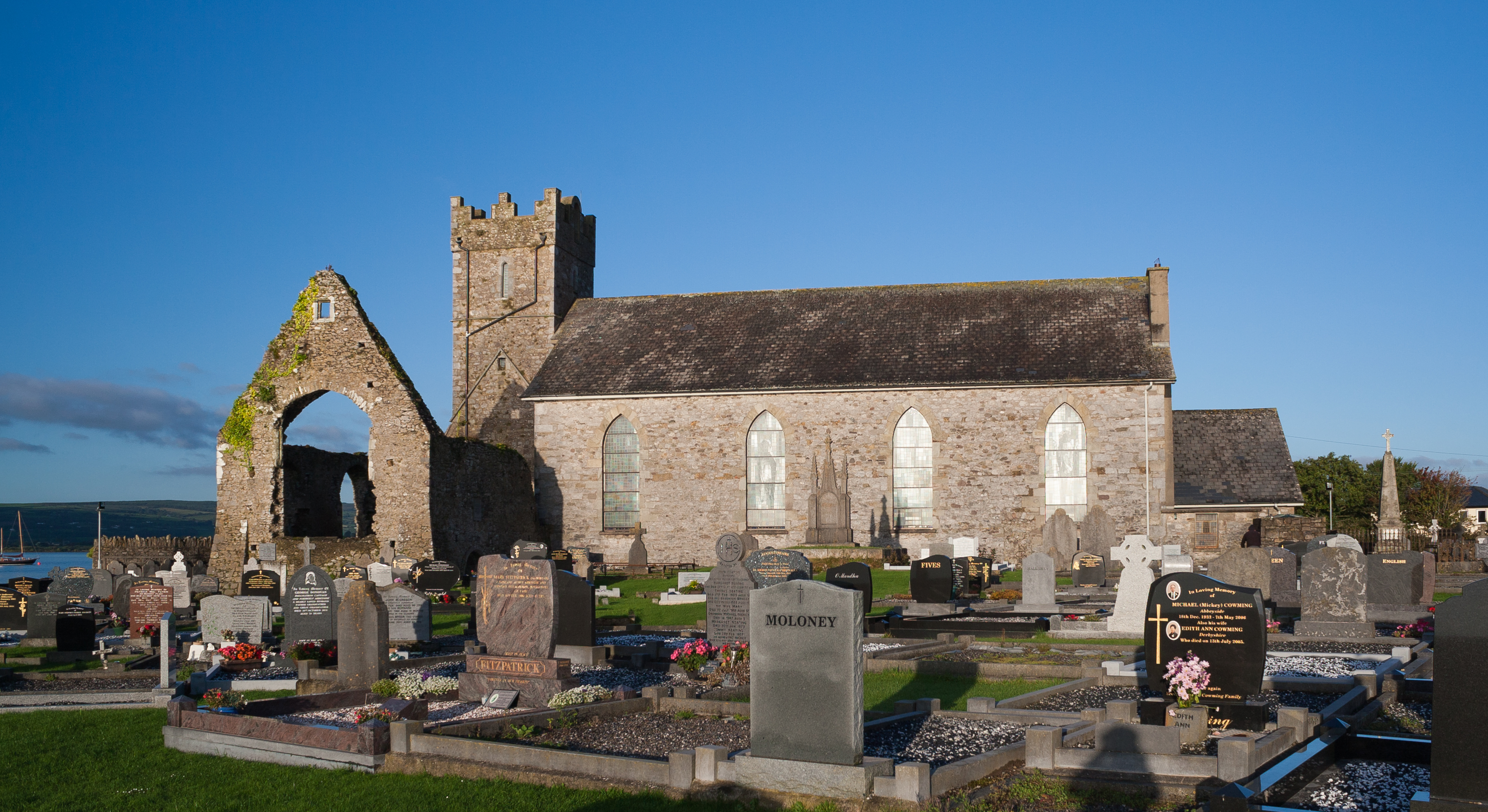
Dungarvan, County Waterford
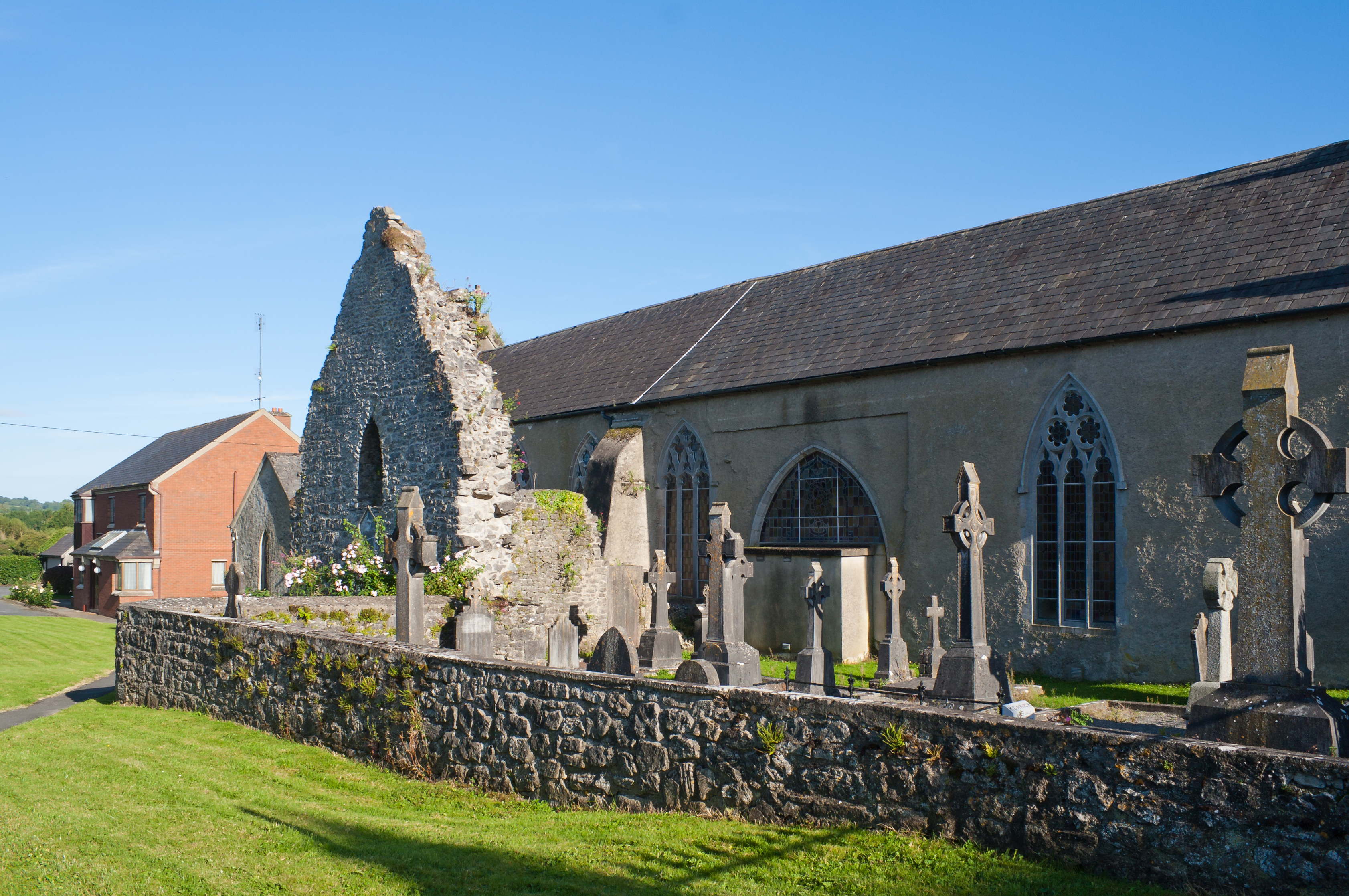
Fethard, County Tipperary
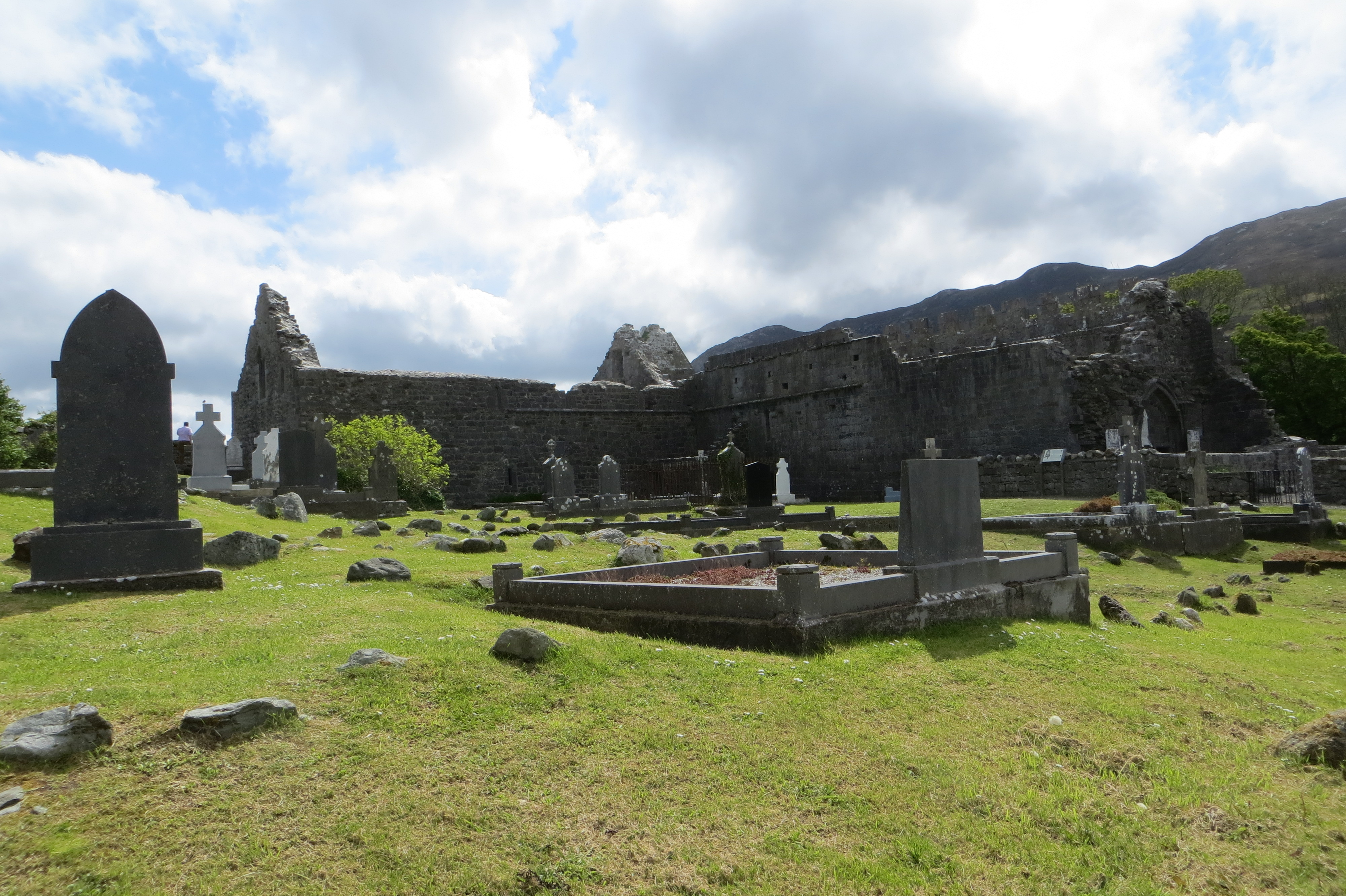
Murrisk, County Mayo